# Premier League International Cup
La Premier League International Cup è una competizione calcistica continentale per squadre di club Under-23 organizzata dalla Football Association, che si tiene a partire dal 2014 in Inghilterra.

## Formula
Dal 2014 al 2016 la competizione era riservata ai giocatori Under-21 e si svolgeva con un formato a  sedici squadre, di cui otto inglesi e sei europee. La competizione si è svolta in quattro gironi da quattro squadre, le prime due del proprio girone si qualificavano per la fase a eliminazione diretta composta da quarti di finale, semifinali e finale.
Dalla stagione 2016-2017, il livello della competizione è salito ad Under-23. Da allora il formato prevede un'iniziale fase a gironi di tre giornate, per poi passare alla fase ad eliminazione diretta composta da quarti, semifinali e finale.

## Storia
La competizione ha visto la partecipazione di squadre under-23 di dodici club inglesi e di altri dodici club europei per la stagione 2017-18. Prima della stagione 2016-17, otto club inglesi e altri otto club europei hanno partecipato alla competizione. Le squadre inglesi si qualificano tramite la loro posizione in Premier League 2 e l'ingresso dei club europei avviene tramite invito da parte della Football Association. Per l'edizione 2014-2015, le 16 squadre sono state divise in quattro gironi da quattro. Al termine della fase a gironi, i vincitori e i secondi classificati di ogni girone sono passati ai quarti di finale, alle semifinali e alla finale, tutti giocati come incontri singoli.
Essendo una competizione continentale, la UEFA ha cercato di bloccare la creazione del torneo, ma si è rifiutata di sanzionare la federazione inglese per la creazione. Per aggirare questo problema, tutte le partite sono ospitate in Inghilterra e le partite si svolgono in campo neutro. Per garantire che l'attenzione sia rivolta allo sviluppo, la Premier League non ha messo a disposizione alcun premio in denaro per la vincente della competizione.

## Albo d'oro
| Stagione  | Vincitori                                                    | Risultato                                                    | Finalista                                                    | Semifinalista                                                | Stadio della finale                                          |
| --------- | ------------------------------------------------------------ | ------------------------------------------------------------ | ------------------------------------------------------------ | ------------------------------------------------------------ | ------------------------------------------------------------ |
| 2014–15   | Manchester City                                              | 1–0                                                          | Porto                                                        | Fulham e Leicester City                                      | Academy Stadium, Manchester                                  |
| 2015–16   | Villarreal                                                   | 4–2 (dts)                                                    | Jong PSV                                                     | Chelsea e Porto                                              | The Den, London                                              |
| 2016-2017 | Porto                                                        | 5–0                                                          | Sunderland                                                   | Norwich City e Swansea City                                  | Stadium of Light, Sunderland                                 |
| 2017–2018 | Porto                                                        | 1–0                                                          | Arsenal                                                      | Newcastle Utd e Villarreal                                   | Emirates Stadium, London                                     |
| 2018–2019 | Bayern Monaco                                                | 2–0                                                          | Dinamo Zagabria                                              | Reading e Southampton                                        | The Den, London                                              |
| 2019–2020 | Cancellata a causa della Pandemia di COVID-19 in Inghilterra | Cancellata a causa della Pandemia di COVID-19 in Inghilterra | Cancellata a causa della Pandemia di COVID-19 in Inghilterra | Cancellata a causa della Pandemia di COVID-19 in Inghilterra | Cancellata a causa della Pandemia di COVID-19 in Inghilterra |
| 2020–21   | Non disputata                                                | Non disputata                                                | Non disputata                                                | Non disputata                                                | Non disputata                                                |
| 2021–22   | Non disputata                                                | Non disputata                                                | Non disputata                                                | Non disputata                                                | Non disputata                                                |
| 2022-2023 | Jong PSV                                                     | 3–1 (dts)                                                    | Crystal Palace                                               | Fulham e Valencia                                            | Selhurst Park, London                                        |
| 2023–24   | Crystal Palace                                               | 1–0                                                          | Jong PSV                                                     | Everton e West Ham Utd                                       | Selhurst Park, London                                        |

| Squadre         | Numero di Titoli | Finali | Edizioni vinte       | Edizioni in finale   |
| --------------- | ---------------- | ------ | -------------------- | -------------------- |
| Porto           | 2                | 1      | 2016–2017, 2017–2018 | 2014–2015            |
| Jong PSV        | 1                | 2      | 2022–2023            | 2015–2016, 2023–2024 |
| Crystal Palace  | 1                | 1      | 2023–2024            | 2022–2023            |
| Manchester City | 1                | 0      | 2014–2015            | —                    |
| Villarreal      | 1                | 0      | 2015–2016            | —                    |
| Bayern Monaco   | 1                | 0      | 2018–2019            | —                    |
| Sunderland      | 0                | 1      | —                    | 2016–2017            |
| Arsenal         | 0                | 1      | —                    | 2017–2018            |
| Dinamo Zagabria | 0                | 1      | —                    | 2018–2019            |

| Stagione  | Reti | Giocatore        | Squadra         |
| --------- | ---- | ---------------- | --------------- |
| 2014–2015 | 6    | Harry Panayiotou | Leicester City  |
| 2014–2015 | 6    | Leandro Silva    | Porto           |
| 2015–2016 | 6    | Kasey Palmer     | Chelsea         |
| 2016–2017 | 4    | Carlton Morris   | Norwich City    |
| 2017–2018 | 5    | Adrián Dalmau    | Villarreal      |
| 2017–2018 | 5    | James Wilson     | Manchester Utd  |
| 2018–2019 | 5    | Danny Loader     | Reading         |
| 2019–2020 | 7    | Liam Cullen      | Swansea City    |
| 2022–2023 | 5    | Jason van Duiven | Jong PSV        |
| 2023–2024 | 5    | Mohamed Nassoh   | Jong PSV        |
| 2023–2024 | 5    | Romain Perret    | Olympique Lione |